# Mato Grosso do Sul
Mato Grosso do Sul (portugalska izgovorjava: [ˈmatu ˈɡɾosu du ˈsuw] ()) je ena od zveznih držav na srednjem zahodu Brazilije.
Meji na državi Paragvaj na jugozahodu in Bolivijo na zahodu. Gospodarstvo države v veliki meri temelji na kmetijstvu in živinoreji. Mato Grosso do Sul, ki ga na jugu prečka Kozorogov povratnik, ima na splošno toplo, včasih vroče in vlažno podnebje, prečkajo pa ga številni pritoki reke Paraná.